# Ambassis urotaenia
Ambassis urotaenia és una espècie de peix pertanyent a la família dels ambàssids.

## Descripció
- Fa 14 cm de llargària màxima.
- Boca molt obliqua.
- 8 espines i 9-10 radis tous a l'aleta dorsal.
- 3 espines i 9-10 radis tous a l'aleta anal.[6]

## Hàbitat
És un peix d'aigua dolça, salabrosa i marina; amfídrom; demersal i de clima tropical.

## Distribució geogràfica
Es troba des de l'Àfrica oriental fins a les illes Filipines, Fiji, les illes Carolines i la badia de Sagami (el Japó).

## Observacions
És inofensiu per als humans.